# Mozgási energia
A mozgási energia (kinetikus energia) a mozgásban levő testek energiája, melyet mozgásuk folytán képesek munkavégzésre fordítani. A klasszikus fizikában a mozgási energiát a vele szoros kapcsolatban álló munkából származtatják. Egy adott sebességgel mozgó test mozgási energiájának nagysága megfelel annak a munkának, melyet a test nyugalomból az adott sebességig történő gyorsításkor kell végezni. Az energia munkával való szoros kapcsolatát a munkatétel írja le, továbbá mindkettő mennyiség SI-beli mértékegysége joule.
Megjegyzendő, hogy a modern fizikában az energia általánosabb fizikai mennyiség, így a munka és az energia értelmezése fordítva történik: a munkát tekintik az energiaátadás egy lehetséges formájának.

## Tapasztalati tények
A természetben és a mindennapi életben gyakran megfigyelhetünk munkavégzésre képes tárgyakat. Hétköznapi szemléletünk szerint egy mozgó tárgy mozgásba hozhat egy másikat, miközben lassul, a másik tárgyat pedig gyorsítja. A fizikai értelmezés szerint ekkor azt mondjuk, hogy az egyik test munkát végzett a másikon, melynek következtében mozgásállapotuk megváltozott. Ezzel magyarázható például biliárdgolyók ütközés előtti és utáni mozgása.
Előfordul az is, hogy egy tárgy mozgásából fakadó energiája bizonyos kölcsönhatásban más energiává alakul. Súrlódó testen például maga a súrlódási erő végez munkát, miközben hőenergia szabadul fel, illetve gravitációs térben feldobott tárgy mozgási energiája először helyzeti energiává, majd a tárgy visszahullásakor ismét mozgási energiává alakul.
Munkavégzés közben jellemzően az alábbi folyamat játszódik le: egy test a másikkal valamilyen kapcsolatba hozva azon munkát végez, így energiacsere történik a testek között. A gyakorlatban az energiaátadást veszteségek is kísérik, melyeket disszipatív folyamatok okoznak.

## Fizikai értelmezése

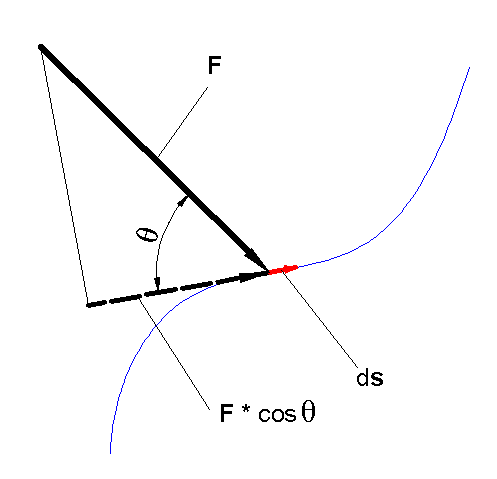
Elemi munka

### Klasszikus definíció tömegpontra
A mozgási energia kifejezéséhez elsőként tekintsük azt a munkát, melyet a mozgó testen (az egyszerűség kedvéért tömegponton) egy elemi időegység alatt egy F erő végez:
{\displaystyle dW=\mathbf {F} d\mathbf {r} }.
Makroszkopikus mozgás esetén ezt a kifejezést a teljes útra összegezve kapjuk az elvégzett makroszkopikus munkát, azaz a munka az erő vonal menti integrálja:
{\displaystyle W_{12}=\int \limits _{1}^{2}dW=\int \limits _{1}^{2}\mathbf {F} (\mathbf {r} )d\mathbf {r} }.
Ha egy tömegpontra az 1. és 2. pont között Fe eredő erő hat, a fentiek értelmében az {\textstyle W_{e}=\int _{1}^{2}\mathbf {F_{e}} d\mathbf {r} } eredő munkát végez. Írjuk bele ebbe Newton 2. törvényét (azaz hogy {\displaystyle \mathbf {F} =m\mathbf {a} =m{\frac {d\mathbf {v} }{dt}}=m\mathbf {\dot {v}} }), illetve fejezzük ki az elemi elmozdulást az elemi idővel {\displaystyle d\mathbf {r} =\mathbf {v} dt} összefüggés segítségével. Így a végzett munkára azt kapjuk, hogy:
{\displaystyle W_{12}=\int \limits _{1}^{2}\mathbf {F_{e}} d\mathbf {r} =\int \limits _{1}^{2}m\mathbf {\dot {v}} \mathbf {v} dt=m\int \limits _{1}^{2}\mathbf {v} d\mathbf {v} =m\left[{\frac {1}{2}}{\textbf {v}}^{2}\right]_{1}^{2}={\frac {1}{2}}m{\textbf {v}}_{2}^{2}-{\frac {1}{2}}m{\textbf {v}}_{1}^{2}}.
Azaz a végzett munka a kezdeti és befejező sebességektől függ, míg az időtől, az úttól nem.
Definíció szerint a kinetikus energia:
{\displaystyle E_{k}={\frac {1}{2}}m\mathbf {v} ^{2}},
mellyel a munka kifejezése az alábbiakban írható (ez a tömegpontra vonatkozó munkatétel):
{\displaystyle W=\Delta E_{k}}
A gyorsítási munka végzése közben a test által nyert Ek mozgási energia felírható a sebesség (v) és az impulzus (p) skaláris szorzatának az integráljával is:
{\displaystyle E_{k}=\int \mathbf {v} \cdot \mathrm {d} \mathbf {p} }.

### Kiterjedt testre
Forgást is végezni képes testre ez a kép kiegészül a forgási kinetikus energiával. A klasszikus mechanikában egy test teljes kinetikus energiája egyenlő a test haladási kinetikus energiájának és forgási kinetikus energiájának összegével:
{\displaystyle E_{k}=E_{t}+E_{r}\,\!}
ahol:
- Ek a teljes kinetikus energia
- Et a haladási kinetikus energia
- Er a forgási kinetikus energia

Egy m tömeggel rendelkező, egyenes vonalban, egyenletes sebességgel mozgó testnek a haladási kinetikus energiáját a következőképpen számíthatjuk ki:
{\displaystyle E_{t}={\frac {1}{2}}mv_{TKP}^{2}}
ahol:
- Et a haladási kinetikus energia
- m a test tömege
- vTKP a test tömeg-középpontjának sebessége

Tehát 10 m/s sebességgel mozgó, 1 kg tömegű test mozgási (kinetikus) energiája 50 J, 100 m/s-nál 5 kJ stb.
Ha egy merev test forog, akkor a forgási kinetikus energiája a következő képlettel számítható ki:
{\displaystyle E_{r}={\frac {1}{2}}\,{\vec {\omega }}^{\mathrm {T} }\Theta _{\mathrm {TKP} }{\vec {\omega }}=\Sigma m_{i}({\vec {\omega }}\times \mathbf {r_{i}} )^{2}},
ahol:
- Er a forgási kinetikus energia
- {\displaystyle \Theta _{\mathrm {TKP} }} a test tehetetlenségi nyomatéki mátrixa a súlypontra számítva
- {\displaystyle {\vec {\omega }}} a test szögsebessége, {\displaystyle {\vec {\omega }}^{\mathrm {T} }} ennek transzponáltja
- ri az i-ik tömegpontba mutató helyvektor.

### Relativisztikus megfogalmazása
Einstein relativitáselméletében (ami főleg a fénysebességhez közeli esetekben jelent nagy eltérést a newtonitól) a test mozgási energiája:
{\displaystyle E_{k}=mc^{2}(\gamma -1)=\gamma mc^{2}-mc^{2}=\left({\frac {1}{\sqrt {1-v^{2}/c^{2}}}}-1\right)mc^{2}}
ahol:
- Ek a test kinetikus energiája
- v a test sebessége
- m a test nyugalmi tömege
- c a fény sebessége vákuumban
- γmc² a test teljes energiája {\displaystyle \left(\gamma ={\frac {1}{\sqrt {1-(v/c)^{2}}}}\right)}
- mc² a nyugalmi tömeg energiája

Ahol a gravitáció gyenge és a testek a fénysebesség töredékével mozognak (például a Földön mozgó testek), Newton képlete tökéletes megközelítése a relativisztikus mozgási energiának: ha v közelít a nullához, a fenti képlet és a klasszikus mechanikai képlet hányadosa tart az 1-hez:
{\displaystyle \lim _{v\to 0}{\left({\frac {1}{\sqrt {1-v^{2}/c^{2}\ }}}-1\right)mc^{2} \over {\begin{matrix}{\frac {1}{2}}\end{matrix}}mv^{2}}=1.}
A relativitáselmélet szerint egy tömeggel rendelkező test mozgási energiája tart a végtelenhez, ahogy a sebessége a fénysebesség fele közeledik és emiatt lehetetlen véges energiával elérni a fénysebességet.
A relativitáselméletben a kinetikus energia már nem skalár, hanem a Minkowski-tér egy elemének (egy négyesvektornak) egy komponense,
ezért például Lorentz-transzformáció alkalmazása esetén megváltozhat az értéke.
{\displaystyle p^{\alpha }={{\frac {E}{c}} \choose \mathbf {p} }}

## A hőmérséklet és a mozgási energia
A hőmérséklet az energia rendezetlen mozgásként tárolt formája. A hőmérséklet és az atomok, molekulák mozgása közti összefüggés a statisztikus mechanika tárgya. A hőátadás belső energia átadását jelenti. A hő és mechanikai munka kapcsolatát az energiamegmaradással a termodinamika első főtétele tartalmazza.

## Története
A mozgási energiát először Leibniz vezette be 1686-ban, akkor még az mv² szorzatot jelentette, csak később értették ez alatt az ½mv² kifejezést. Eredetileg, régies magyar fordításban "eleven erőnek" nevezték el, mely meglehetősen félrevezető, hiszen itt nem erő jellegű mennyiségről van szó. Amellett, hogy "az a munka, melyet a testen kell végezni, hogy álló helyzetből v sebességre tegyen szert" a mozgási energia jelentését a test mozgásegyenletének, mint differenciálegyenletnek megoldásában kereshetjük. A mechanika hőskorában, a 17.-18. században minden fizikai törvényt megmaradási- és minimumelvekben próbálták kifejezni. Tekintve, hogy a differenciálegyenletek első integráljai olyan egyenletek, melyek bizonyos függvények konstans voltát állítják, kiválóan alkalmasak megmaradási elvek megfogalmazására. A dinamika alapegyenlete (azaz a mozgásegyenlet) egy másodrendű differenciálegyenlet, mely a test helyzetére, sebességére és gyorsulására felírt egyenlet:
{\displaystyle m{\ddot {\mathbf {r} }}(t)=\mathbf {F} (t,{\dot {\mathbf {r} }},{\ddot {\mathbf {r} }})}
itt F az erő,
m a tömeg,
t az idő,
{\displaystyle {\dot {\mathbf {r} }}} a sebesség,
{\displaystyle {\ddot {\mathbf {r} }}} a gyorsulás.
Amennyiben a ható erő csak a test helyzetétől függ (így tehát az erőtér konzervatív), akkor a fenti differenciálegyenlet első integrálja egy olyan egyenlet, amiben már második derivált (gyorsulás) nem szerepel, azaz alkalmas f függvénnyel fennáll:
{\displaystyle f(t,\mathbf {r} ,{\dot {\mathbf {r} }})=konst.}
A dinamika alapegyenletének mindkét oldalát skalárisan r-rel megszorozva a következő – megmaradási törvényt kifejező – egyenletet kapjuk, mely a mozgásegyenlet egyik első integrálja:
{\displaystyle {\frac {1}{2}}mv^{2}(t)-\int \limits _{t_{0}}^{t}\mathbf {F} (\mathbf {r} (t'))d\mathbf {r} (t')=konst.}
A bal oldali megmaradó mennyiséget nevezték mechanikai energiának, amelynek első tagja nyilvánvalóan a mozgási energia (mert csak a test sebességétől függ), második a helyzeti energia (mert lévén az erő konzervatív, így munkája csak a helytől függ). Az előbbi egyenlet tehát a mechanikai energia megmaradását fejezi ki.